# 渕上ひかる
渕上 ひかる（ふちがみ ひかる、1996年11月13日 - ）は、日本のグラビアアイドル、女優、レースクイーン。熊本県出身。イエローキャブを経て現在はフリー。

## 略歴
熊本県山鹿で育つ。後述のようにハンドボールが盛んな土地柄だったため、小学1年から競技を始め、特待生として熊本国府高校に進学。母校は2020年に映画『＃ハンド全力 』　の撮影場所ともなり、同作に渕上も様々な形で関わった（後述）。
19歳で上京し役者を目指し劇団入団。演技を習いながら舞台を中心に活動。フリーとなったあと、ドラマや映画に出演。イエローキャブに所属する。
イエローキャブ以降も、グラビアをやるつもりはなかったが、所属タレント全員での水着撮影を経て自身が付き、2021年よりグラビアアイドル活動を開始。「人妻感あるお姉さん」という自分のセールスポイントが分かったという。
2024年10月31日、自身のX（旧Twitter）で同日を以って5年間在籍したイエローキャブから退所することを報告、以後はフリーでの活動を開始することとした。

## 人物
- 趣味はアニメ鑑賞、スポーツ観戦[5]。特に休日は野球観戦を肴にビールといいちこでダラダラ過ごすことを日課にしている[2]。
- 特技：スポーツ全般
  - 特に子供の頃からやっているハンドボール[5][6]。高校3年生の時にハンドボールでインターハイ出場経験がある[7]。2020年の映画『＃ハンド全力』では、出演だけでなく競技指導も務めている[7]。また、熊本が舞台だったことで、台本を標準語から熊本弁に直す作業にも協力した[2]。
  - 2022年3月29日に行われた全国高校ハンドボール選抜大会女子決勝では、日本ハンドボール協会公式配信番組のゲスト解説を務めた[7]。
- 2023年時点で役者業、グラビアアイドル活動、レースクイーンとしての活動とそれぞれ別のファンが付き、リンクしていないが、どの自分も応援してもらえるようになることを目標に掲げている[2]。

## 作品

### イメージビデオ
- お姉さん先生（2021年11月26日、竹書房）[6][8][9]
- 覚醒（2022年4月20日、ラインコミュニケーションズ）[7][10]

## 出版

### デジタル写真集
- RQラボデジタル写真集 私服+ビキニ水着
- GzPressデジタル写真集
- 尻天女 週刊現代デジタル写真集（2023年5月12日、講談社、撮影：イワタ、小林修士）
- 永劫 デジタル写真集（2023年5月22日、少年画報社、撮影：イワタ、小林修士）
- 肌色熟レ美人 週プレ PHOTO BOOK（2023年8月28日、集英社、撮影：沢渡朔）[11]

### 雑誌
- WEEKDAYはグラドル日記
- グラドル・ザ・ベストDX
- ヤングチャンピオン
- 超激カワ!S級MAX!
- 超エキサイト
- 週刊プレイボーイ 2023年9月11日号（2023年8月28日、集英社）

## 出演

### テレビ番組
- 先に生まれただけの僕（2017年、日本テレビ）
- グラドル向上委員会（仮）#5（2021年6月21日、BSスカパー!）- MC：橋本梨菜、共演：高梨瑞樹、未梨一花[12]

### 映画
- 愛唄 -約束のナクヒト-（2019年）[3]
- ぐらんぶる（2020年）[3]
- ＃ハンド全力（2020年）[3]

### ウェブ配信
- 完全燃焼ガール
- 水着でキャブキャブ
- ヒロミ・指原の“恋のお世話始めました”（2022年7月14日、ABEMA）[13]
- 図工の時間 #5（2022年7月27日、東京Lily、YouTube）共演：新井萌花、只埜なつみ、凛咲子[14]